# Real Fuerza Aérea Saudí
La Real Fuerza Aérea Saudita (en árabe: القوات الجوية الملكية السعودية, transliteración: Al-Quwwat al-Jawwiyah al-Malakiya as-Sa'udiya) es el arma aérea de las Fuerzas armadas de Arabia Saudita. Es la tercera fuerza aérea de combate en Oriente Medio. Comenzó siendo una fuerza aérea con características defensivas, pero con el tiempo ha conseguido disponer de capacidad ofensiva. Posee la tercera flota más grande de McDonnell Douglas F-15 Eagle, después de la Fuerza Aérea de los Estados Unidos y la Fuerza Aérea de Autodefensa de Japón.
Los ya mencionados F-15 Eagle son la columna vertebral de esta fuerza aérea, complementados con los Panavia Tornado. Estos últimos serán reemplazados por 72 Eurofighter Typhoon recientemente adquiridos.

## Inventario de aeronaves actual

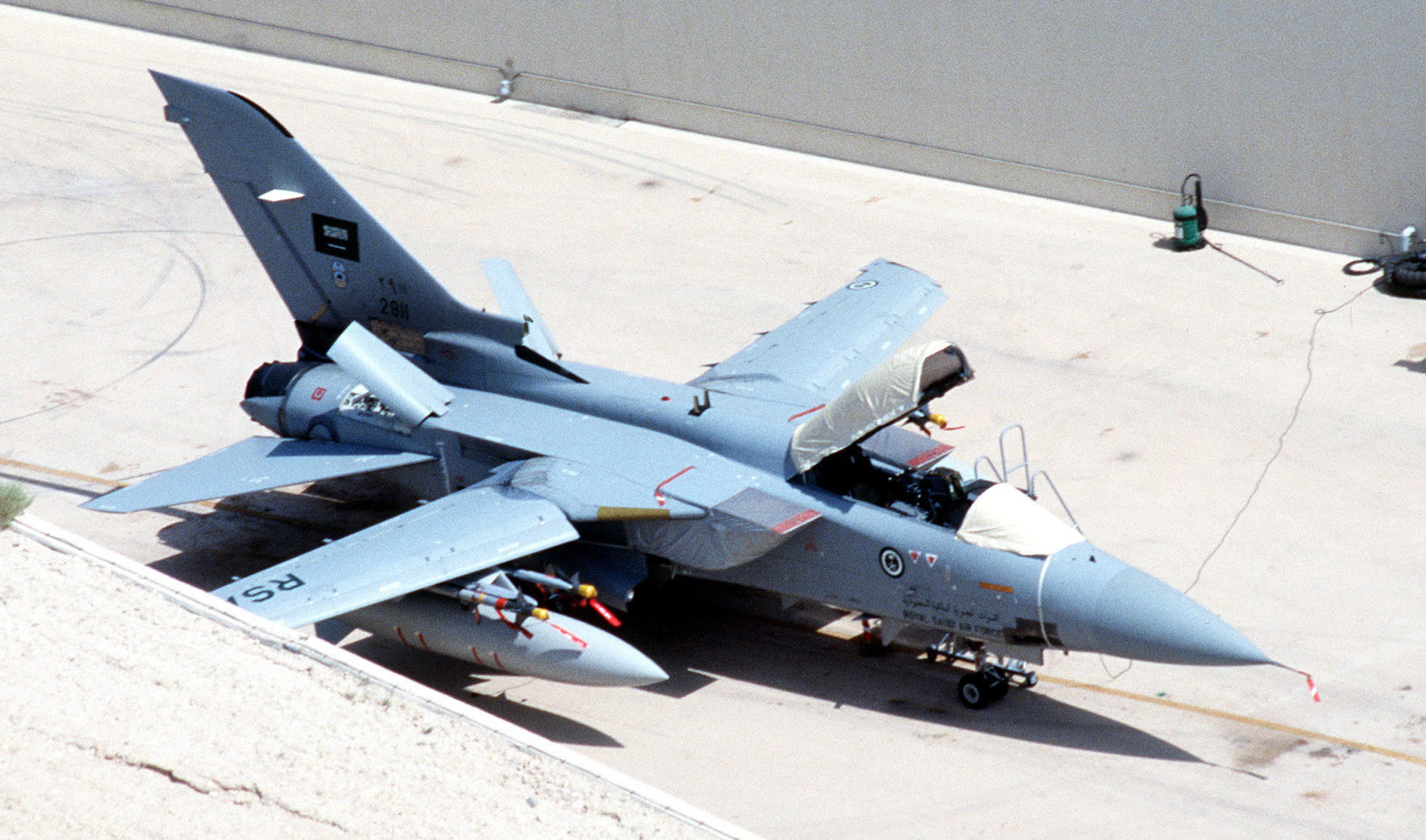
Panavia Tornado ADV (F.3) de la Real Fuerza Aérea Saudí.

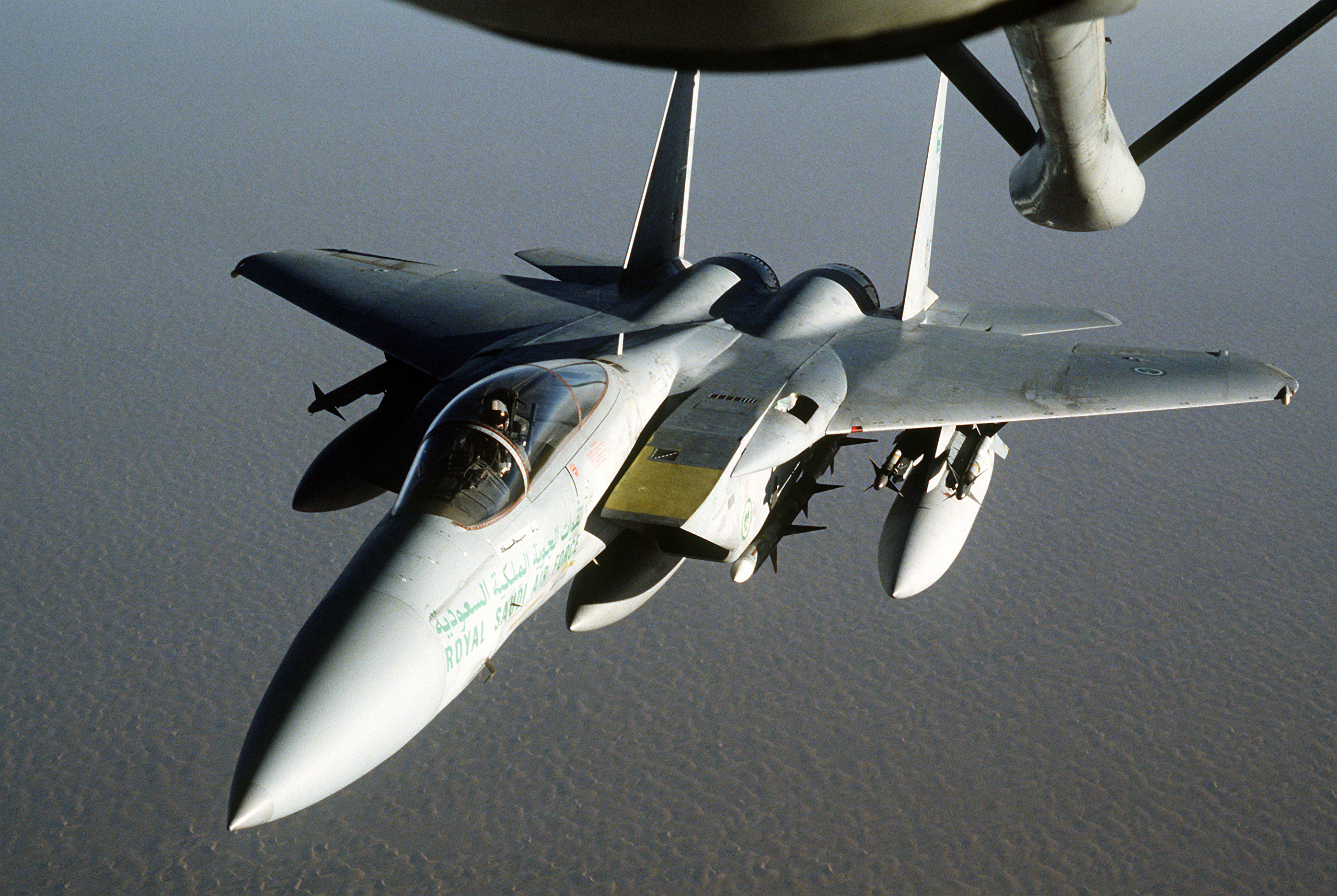
F-15C Eagle de la Real Fuerza Aérea Saudí en pleno reabastecimiento en vuelo.

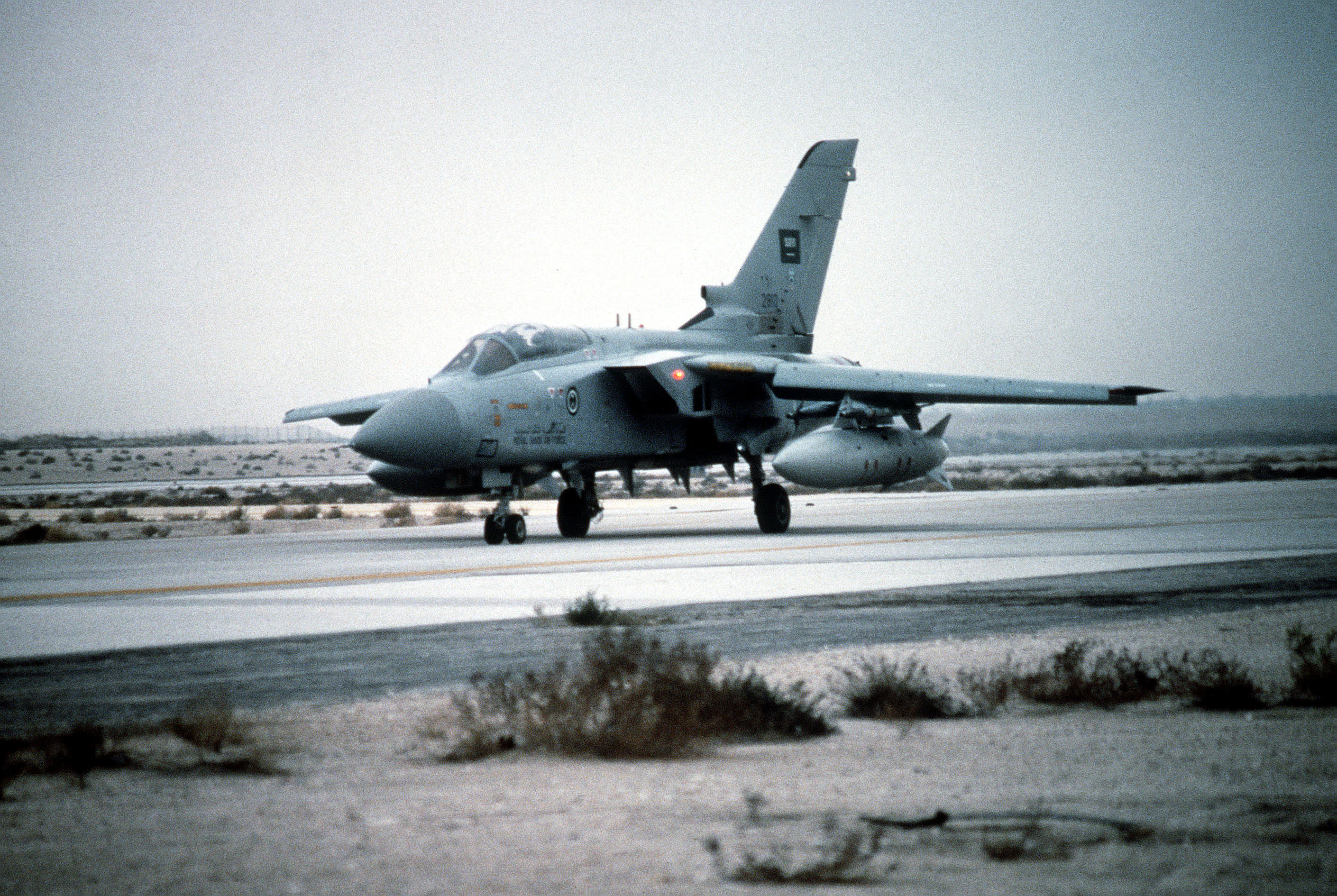
Un Tornado F3 saudí durante la Operación Tormenta de Desierto.

| Aeronave                     | Origen               | Tipo                                               | Versiones                     | En servicio | Notas |
| ---------------------------- | -------------------- | -------------------------------------------------- | ----------------------------- | ----------- | --- |
| Agusta-Bell 212              | Italia               | Helicóptero de transporte                          | -                             | 27          | |
| Agusta-Bell AS-61            | Italia               | Helicóptero de transporte                          | AS-61A-4                      | 3           | Royal Flight |
| Airbus A330 MRTT             | España               | Reabastecimiento en vuelo                          | A330-202MRTT                  | 6           | |
| Airbus A340                  | Francia              | Transporte                                         | A340-213                      | 1           | Royal Flight |
| BAe 125                      | Reino Unido          | Transporte                                         | 800B                          | 4           | Royal Flight |
| BAe Hawk                     | Reino Unido          | Entrenador avanzado                                | Mk 65 Mk 65A                  | 30 20       | |
| BAe Jetstream                | Reino Unido          | Entrenador                                         | 31                            | 2           | |
| Bell 205                     | Estados Unidos       | Helicóptero de transporte                          | -                             | 24          | |
| Bell 406 Combat Scout        | Estados Unidos       | Helicóptero de ataque                              | 406CS                         | 13          | Operado por las Fuerzas Terrestres Reales Saudíes. |
| Bell 412                     | Estados Unidos       | Helicóptero de transporte                          | 412EP                         | 2           | |
| Boeing 747                   | Estados Unidos       | Transporte VIP                                     | 747-300 747SP                 | 2           | Royal Flight |
| Boeing 757                   | Estados Unidos       | Transporte médico                                  | -                             | 1           | |
| Boeing AH-64 Apache          | Estados Unidos       | Helicóptero de ataque                              | AH-64A                        | 60          | Operado por las Fuerzas Terrestres, serán actualizados a la versión AH-64D por 400 millones de $, solicitados 12 AH-64D adicionales por 598 millones de $. |
| Mil Mi-24                    | Rusia                | Helicóptero de ataque                              | Mi-35                         | 30          | Pedidos |
| Boeing Business Jet          | Estados Unidos       | Transporte                                         | BBJ1 BBJ2                     | 1           | Royal Flight |
| Boeing E-3 Sentry            | Estados Unidos       | Alerta temprana y control aerotransportado         |                               | 5           | Buscando actualizaciones |
| Boeing F-15 Eagle            | Estados Unidos       | Caza                                               | F-15C F-15D                   | 57 25       | - |
| Boeing F-15 SA               | Estados Unidos       | Caza                                               | F-15SA                        | 72          | - |
| Boeing F-15E Strike Eagle    | Estados Unidos       | Cazabombardero                                     | F-15S                         | 71          | Arabia Saudí ha requerido una compra de 84 cazabombarderos F-15.                                                                                           |
| Boeing KE-3A                 | Estados Unidos       | Reabastecimiento en vuelo                          | KE-3A                         | 8           | Siendo actualizados, posteriormente serán reemplazados por A330 MRRT.                                                                                      |
| CASA CN-235                  | España               | Transporte                                         | CN235M-10                     | 4           | Royal Flight |
| Cessna 550 Citation          | Estados Unidos       | Transporte                                         | C550                          | 4           | Royal Flight |
| Eurocopter AS-532 Cougar     | Francia              | Búsqueda y rescate en combate                      | AS 532M                       | 12          | |
| AS365 Dauphin                | Francia              | Helicóptero naval Helicóptero de evacuación médica | SA 365F SA 365N               | 24          | Los SA365F son operados por las Fuerzas Navales Reales Saudíes.                                                                                            |
| Eurocopter SA-332 Super Puma | Francia              | Helicóptero naval                                  | AS-332F                       | 13          | Operados por las Fuerzas Navales. |
| Gates Learjet 35             | Estados Unidos       | Transporte                                         | 35A                           | 2           | Fueron transferidos a la Ala Médica de las Fuerzas Armadas Reales Saudíes en julio de 2009.                                                                |
| Gulfstream III               | Estados Unidos       | Transporte                                         | -                             | 2           | |
| Gulfstream V                 | Estados Unidos       | Transporte médico                                  | -                             | ?           | |
| Kawasaki-Vertol 107          | Japón Estados Unidos | Helicóptero de transporte                          | -                             | 18          | Operado por el Ministerio de Interior. |
| Lockheed C-130 Hercules      | Estados Unidos       | Transporte                                         | C-130E C-130H KC-130H VC-130H | 42          | |
| Lockheed L-100               | Estados Unidos       | Transporte                                         | L-100-30                      | ?           | |
| McDonnell Douglas MD-11      | Estados Unidos       | Transporte                                         | MD-11                         | 1           | Royal Flight |
| Northrop F-5 Freedom Fighter | Estados Unidos       | Caza                                               | F5A F-5B                      | 110         | Retirados de servicio aparte de como entrenador, algunos escuadrones serán reemplazados por aviones Eurofighter Typhoon.                                   |
| Super Mushshaaq              | Pakistán             | Entrenador                                         | -                             | 20          | |
| Panavia Tornado IDS          | Reino Unido          | Ataque a tierra                                    |                               | 87          | Algunos IDS y ADV serán actualizados por 4.660 millones de $, quizás 80 aviones en total.                                                                  |
| Panavia Tornado ADV          | Reino Unido          | Caza                                               |                               | 24          | Serán retirados de servicio y enviados al Reino Unido en buy back package part of the Al Salam deal.                                                       |
| Pilatus PC-9                 | Suiza                | Entrenador                                         | -                             | 50          | |
| Reims Cessna F172            | Francia              | Entrenador                                         | F172G F172H F172M             | 8           | |
| Mil Mi-17                    | Rusia                | Helicóptero de transporte                          | -                             | 120         | Pedidos |
| Sikorsky S-70 Black Hawk     | Estados Unidos       | Helicóptero de transporte                          | S-70A-1 S-70A-1L              | 12          | Los S-70A-1L son operados por las Fuerzas Terrestres. |
| Sikorsky UH-60 Black Hawk    | Estados Unidos       | Helicóptero de transporte                          | UH-60L                        | 90          | Operados por las Fuerzas Terrestres, solicitados 24 UH-60L adicionales por 350 millones de $.                                                              |
| Total :                      |                      |                                                    |                               | +1009       | Incluyendo los 72 Eurofighter Typhoon + 72 F-15 SA + 48 AH-64 Apache + 72 UH-60 Black Hawk                                                                 |